# سيرجيو أراغونيس
سيرجيو أراغونيس (بالإسبانية: Sergio Aragonés) (من مواليد 6 سبتمبر 1937) هو رسام كاريكاتير وكاتب إسباني-أمريكي، يُعد من أشهر رسامي الكاريكاتير في العالم، خاصة من خلال عمله الطويل مع مجلة MAD Magazine وسلسلته الهزلية Groo the Wanderer.

## حياته
وُلد أراغونيس في سانتا ماريا بإسبانيا، وانتقلت عائلته إلى فرنسا ثم إلى المكسيك هربًا من الحرب الأهلية الإسبانية. درس الهندسة المعمارية في الجامعة الوطنية المستقلة في المكسيك، لكنه سرعان ما اتجه إلى العمل في مجال الكاريكاتير.

## مسيرته
انضم أراغونيس إلى مجلة MAD في أوائل الستينيات، حيث اشتهر بالرسوم الهزلية القصيرة والسريعة التي ظهرت في هوامش صفحات المجلة. كما تعاون مع مارك إيفانيير لإنشاء سلسلة القصص المصورة الساخرة Groo the Wanderer التي أصبحت من أشهر أعماله.

## الجوائز
حصل أراغونيس على العديد من الجوائز، منها:
- عدة جوائز إيسنر

- جائزة هارفي

- جائزة روبن من الجمعية الوطنية لرسامي الكاريكاتير